# Euopius recurrentis
Euopius recurrentis är en stekelart som beskrevs av Fischer 1967. Euopius recurrentis ingår i släktet Euopius och familjen bracksteklar. Inga underarter finns listade i Catalogue of Life.